# Антигуа и Барбуда на летних Олимпийских играх 2024

## Квалификация
| № п/п | Вид спорта      | Мужчины        | Мужчины                | Женщины        | Женщины                | Всего          | Всего                  |
| № п/п | Вид спорта      | Завоевано квот | Количество спортсменов | Завоевано квот | Количество спортсменов | Завоевано квот | Количество спортсменов |
| ----- | --------------- | -------------- | ---------------------- | -------------- | ---------------------- | -------------- | ---------------------- |
| 1     | Лёгкая атлетика | 1              | 1                      | 1              | 1                      | 2              | 2                      |
| 2     | Парусный спорт  | 1              | 1                      |                |                        | 1              | 1                      |
| 3     | Плавание        | 1              | 1                      | 1              | 1                      | 2              | 2                      |
|       | ИТОГО           | 3              | 3                      | 2              | 2                      | 5              | 5                      |

## Состав команды
Лёгкая атлетика
1. Седжэй Грин
2. Джоэлла Ллойд[англ.]

 Парусный спорт
1. Тайгер Тайсон[англ.]

 Плавание
1. Джейдон Уиллис[англ.]
2. Элли Шоу[англ.]

## Легкая атлетика
Легкоатлеты Антигуа и Барбуда выполнили нормативы для участия в Играх 2024 года, пройдя прямую квалификацию или по мировому рейтингу, в следующих соревнованиях:
Беговые дисциплины
| Спортсмен     | Дисциплина    | Забеги    | Забеги | Утеш. забеги | Утеш. забеги | Полуфиналы            | Полуфиналы            | Финал                 | Финал                 |
| Спортсмен     | Дисциплина    | Результат | Место  | Результат    | Место        | Результат             | Место                 | Результат             | Место                 |
| ------------- | ------------- | --------- | ------ | ------------ | ------------ | --------------------- | --------------------- | --------------------- | --------------------- |
| Седжэй Грин   | Мужчины 100 м | 10,17     | 4      | —            | —            | завершил выступление  | завершил выступление  | завершил выступление  | завершил выступление  |
| Джоэлла Ллойд | Женщины 100 м | 11,37     | 5      | —            | —            | завершила выступление | завершила выступление | завершила выступление | завершила выступление |

## Парусный спорт
Антигуа и Барбуда завоевали право выставить одну лодкe (яхту) в нижеследующем классе судов по результатам Панамериканских игр 2023 года в Альгарробо, Чили.
Гонки с выбыванием
| Спортсмен     | Дисциплина           | Открытые серии | Открытые серии | Открытые серии | Открытые серии | Открытые серии | Открытые серии | Открытые серии | Открытые серии | Открытые серии | Открытые серии | Открытые серии | Открытые серии | Открытые серии | Открытые серии | Открытые серии | Открытые серии | Открытые серии | Открытые серии | 1/4 финала           | Полуфинал            | Полуфинал            | Полуфинал            | Полуфинал            | Полуфинал            | Полуфинал            | Полуфинал            | Полуфинал            | Финал                | Финал                | Финал                | Финал                | Финал                | Финал                | Финал                | Финал                |
| Спортсмен     | Дисциплина           | 1              | 2              | 3              | 4              | 5              | 6              | 7              | 8              | 9              | 10             | 11             | 12             | 13             | 14             | 15             | 16             | Сумма          | Место          | Место                | 1                    | 2                    | 3                    | 4                    | 5                    | 6                    | Всего                | Место                | 1                    | 2                    | 3                    | 4                    | 5                    | 6                    | Всего                | Место                |
| ------------- | -------------------- | -------------- | -------------- | -------------- | -------------- | -------------- | -------------- | -------------- | -------------- | -------------- | -------------- | -------------- | -------------- | -------------- | -------------- | -------------- | -------------- | -------------- | -------------- | -------------------- | -------------------- | -------------------- | -------------------- | -------------------- | -------------------- | -------------------- | -------------------- | -------------------- | -------------------- | -------------------- | -------------------- | -------------------- | -------------------- | -------------------- | -------------------- | -------------------- |
| Тайгер Тайсон | Мужчины Формула Кайт | 16             | 19             | 19             | 17             | 9              | 18             | 9              | отменены       | отменены       | отменены       | отменены       | отменены       | отменены       | отменены       | отменены       | отменены       | 69             | 17             | завершил выступление | завершил выступление | завершил выступление | завершил выступление | завершил выступление | завершил выступление | завершил выступление | завершил выступление | завершил выступление | завершил выступление | завершил выступление | завершил выступление | завершил выступление | завершил выступление | завершил выступление | завершил выступление | завершил выступление |

## Плавание
Антигуа и Барбуда получили два универсальных места для участия в олимпийском турнире пловцов.
Мужчины
| Спортсмен      | Дисциплина          | Заплывы | Заплывы | Полуфиналы            | Полуфиналы            | Финал                 | Финал                 |
| Спортсмен      | Дисциплина          | Время   | Место   | Время                 | Место                 | Время                 | Место                 |
| -------------- | ------------------- | ------- | ------- | --------------------- | --------------------- | --------------------- | --------------------- |
| Джейдон Уиллис | Мужчины 100 м брасс | 1.02,70 | 26      | завершил выступление  | завершил выступление  | завершил выступление  | завершил выступление  |
| Элли Шоу       | Женщины 100 м брасс | 1.14,78 | 35      | завершила выступление | завершила выступление | завершила выступление | завершила выступление |